# Aleksandar Ratković
Aleksandar Ratković (Trebinje, 25. april 1944) srpski je arheolog, istoričar i konzervator, poznat po istraživanju Hercegovine. 

## Biografija
Osnovnu školu završio je u Mostaru, a gimnaziju u Zagrebu. Diplomirao je 1970. na odseku arheologije Filozofskog fakulteta u Beogradu, gde je i magistrirao 1970, kao i odbranio doktorsku disertaciju Srednjovjekovni gradovi u Bosni i Hercegovini 1994. godine, .
Radio је u Mostaru kao samostalni viši stručni saradnik Zavoda za prostorno uređenje i Zavoda za zaštitu i korištenje kulturno istorijskog nasleđa. Bio je i direktor Muzeja u Aleksincu. Zaposlen je u Zavodu za zaštitu kulturno-istorijskog i prirodnog nasleđa Republike Srpske, odeljenja u Trebinju. Član je Srpskog arheološkog društva i Društva arheologa Crne Gore.
Rukovodio je, između ostalog, i arheološkim istraživanjem crkve Svetog preobraženja Gospodnjeg u Klepcima kod Čapljine 2006. godine.

## Bibliografija

### Periodika
Stručne naučne radove objavljivao u stručnim časopisima: Arheološki pregled, Danica –
Vukova zadužbina, Saopštenja iz Beograda, Lihnidos iz Ohrida, Naše starine iz
Sarajeva, Naše starine i Glasnik muzeja Republike Srpske (u čijem je uredništvu) iz
Banjaluke, Hercegovina i Most iz Mostara, Tribunija, Vidoslov i Zubački glasnik iz Trebinja i Ljubinski glasnik iz Ljubinja.

### Monografije
- Rimske vile u Hercegovini, edicija „Kulturno nasleđe Bosne i Hercegovine“, 1992.
- Ljubinje, srednjovekovne nekropole i crkvišta (korpus 14. i 15. vijeka), 2002.
- Srednjovijekovni gradovi u BiH, 2005.
- Zubci – arheološka nalazišta, 2008.
- Ranohrišćanske i kasnosrednjovijekovne Crkve u okolini Trebinja, Bileće i dolini Neretve (u štampi)